# Sherlock – Die sechs Thatchers
Die sechs Thatchers (Originaltitel: The Six Thatchers) ist die erste Folge der 4. Staffel der britischen Fernsehserie Sherlock. Die Erstausstrahlung lief am 1. Januar 2017 bei der BBC, die deutschsprachige Premiere fand am 4. Juni 2017 im Ersten statt.

## Handlung
Die Episode beginnt mit einem Monolog von Sherlock, der die Geschichte Verabredung in Samarra erzählt. Anschließend folgt eine Rückblende auf den Tod Magnussens in Sein letzter Schwur. Mycroft informiert Sherlock und ein parlamentarisches Komitee unter dem Vorsitz von Lady Smallwood über die neue „offizielle“ Geschichte von Charles Augustus Magnussen, der von Sherlock ermordet wurde – das Videomaterial wurde bearbeitet, sodass es nun aussieht, als sei er von einem Soldaten erschossen worden. Daraufhin entscheidet sich Sherlock, die postume Rache seines Erzfeindes Moriarty abzuwarten, während zur gleichen Zeit John Watson und seine Frau Mary die Ankunft ihres Babys begrüßen, das sie Rosamund bzw. kurz Rosie nennen. Um sich die Zeit zu vertreiben, löst Sherlock triviale Fälle; mit Unterstützung von John Watson, Mycroft und Lestrade.
Als er einen Fall untersucht, in dem der Sohn von David Welsborough bei einem Autounfall tot aufgefunden wird, obwohl dieser sich scheinbar ein Jahr lang in Tibet aufgehalten hatte, löst er den Fall schnell, wird dabei aber auf etwas anderes aufmerksam. Ihm fällt auf, dass in der Wohnung des Vaters (Sir Edwin) eine Gipsbüste von Margaret Thatcher in dessen Thatcher-Sammlung fehlt. Kurz darauf findet man diese zerstört wieder. Weltweit werden weitere Büsten zerstört und Sherlock legt sich bei der letzten unzerstörten auf die Lauer. Als ein Einbrecher die Gipsbüste zerstören will, ertappt Sherlock ihn auf frischer Tat. Als Sherlock die Gipsbüste nach einem Kampf mit dem Einbrecher neben diesem zertrümmert, findet er darin einen USB-Stick mit den Initialen A.G.R.A. Es stellt sich heraus, dass jeder Buchstabe auf dem Stick für eine Person steht, A.G.R.A war eine freiberufliche Task-Force der Regierung. Der Einbrecher Ajay und Mary Watson waren die einzigen Überlebenden bei einem Einsatz, welcher misslang. Mary war dabei das R im Namen, ihr früherer Name lautete Rosamund. Ajay ist überzeugt, dass Mary ihn damals verraten hat, und will sich deshalb an ihr rächen.
Alle Mitglieder haben einen USB-Stick mit Daten übereinander, um das Schweigen eines jeden Mitglieds zu sichern (veröffentlicht das eine Mitglied Informationen über das andere, kann das andere Mitglied Informationen über den Verräter veröffentlichen). Eine gescheiterte Rettungsmission von Mitgliedern der britischen Botschaft (aufgeschoben durch das Codewort „Ammo“) in Georgien führte zu dem Tod der Botschaftsmitglieder und der Flucht Marys. Nachdem Mary Sherlock ihre Geschichte erzählt hat, betäubt sie ihn mit einem präparierten Brief und flüchtet. Sie beginnt eine Weltreise, immer unterschiedlich getarnt und unter neuen Namen, und würfelt zufällig aus, in welches Land sie als Nächstes reist. Sherlock und John finden sie allerdings trotzdem schnell in Marokko, da sie ein Tracking-Gerät auf dem Memory-Stick platziert haben. Plötzlich taucht Ajay auf, der Sherlock gefolgt ist, und erzählt, dass er in Gefangenschaft gefoltert wurde, aber seinen Stick in einer von sechs limitierten Thatcher-Büsten verstecken konnte. Für seinen Verrat macht er Mary verantwortlich, da er während seiner Folter von „Ammo“ und „der englischen Frau“ hörte, die der Grund für das Missgeschick war. Ajay versucht, das Trio zu töten, wird aber von der Polizei erschossen. Sherlock, John und Mary vermuten, dass Ajay Mary für die englische Frau hielt.
Sherlock besucht Mycroft und bespricht die Situation. Mycroft erklärt, dass er früher für „A.G.R.A.“ verantwortlich war, aber nicht seit der gescheiterten Mission. Mycroft sagt auch, er habe keine Kenntnis von „Ammo“. Später erklärt Sherlock Mycroft jedoch, dass „Ammo“ in Wirklichkeit vom lateinischen Wort amo („Ich liebe“) käme. Smallwood, deren Codename Love (Liebe) ist, wird daraufhin von Mycroft befragt. Doch ihr kann keine Schuld nachgewiesen werden. Sherlock fügt die Puzzelteile zusammen, als er sich daran erinnert, dass Mary erwähnt hatte, dass Sekretärinnen an alle Art von Informationen kommen.
Er trifft daraufhin Smallwoods Sekretärin Vivian Norbury im Londoner Aquarium. Vivian offenbart ihm, dass sie die Mission von A.G.R.A. manipulierte. Ihr Motiv war es, die als Geisel in Georgien festgehaltene britische Botschafterin töten zu lassen, die herausgefunden hatte, dass Vivian Geheimnisse verkaufte, um ein aufregenderes Leben zu führen. Als die Polizei und Mary ankommen, zieht Vivian eine Waffe aus ihrer Tasche und schießt auf Sherlock. Mary springt im letzten Moment vor Sherlock, um ihn zu schützen, und stirbt an seiner Stelle. John erscheint, und Mary erzählt von ihrer Liebe und dass es ihre einzige wahre Bestimmung gewesen sei, Mary Watson zu sein. Dann stirbt sie in Johns Armen. Da Sherlock geschworen hatte, sie zu beschützen, entzweien sich John und er.
Nach der Verhaftung von Norbury kommt Mycroft nach Hause und findet eine Notiz („13.“) am Kühlschrank. Sofort nimmt er sein Handy in die Hand, ruft jemanden an und lässt sich von diesem mit Sherrinford verbinden. Sherlock besucht währenddessen Johns Therapeutin, um sich (wenn auch widerwillig) zu unterhalten. Zurück in der Baker Street beklagen Sherlock und Mrs. Hudson den Verlust. Doch dann bekommt Sherlock ein Paket, in dem sich eine DVD mit der Aufschrift Miss Me? (Vermisst du mich?) befindet. Auf ihr ist eine postume Mitteilung von Mary. Sie weist ihn an, „John Watson zu retten“. Die Episode endet mit Sherlocks Gedanken zu der Geschichte Appointment in Samarra. Er fragt sich, ob man dem Tod entgehen kann.
In einer Post-Credit-Szene sagt Mary in einer zusätzlichen Aufnahme auf ihrer DVD: „Geh zur Hölle, Sherlock“.

## Produktion
Die Serie wurde größtenteils im Pinewood Studio Wales gefilmt.
Die Außenaufnahmen fanden größtenteils in London statt. Die Szenen mit dem Bluthund „Toby“ wurden am Borough Market und am Trinity Church Square im Londoner Stadtteil London Borough of Southwark gefilmt. Benedict Cumberbatch wurde auch auf der Vauxhall Bridge gefilmt, als er auf den Hauptsitz des SIS zurennt. Zudem wurden einige Aufnahmen in Marrakesch in Marokko gedreht.

## Ausstrahlung, DVD-Veröffentlichungen und Bewertung
Die Episode wurde am Abend des 1. Januars 2017 sowohl auf BBC One als auch auf PBS ausgestrahlt. In England wurde die Folge am Tag ihrer Erscheinung von 8,1 Millionen Zuschauern gesehen. Das entsprach einem Marktanteil von 32,8 %. Mittlerweile wurde sie von insgesamt 11,3 Millionen Zuschauern gesehen, was einem Marktanteil von 37,8 % entspricht. Die Folge wurde am 4. Juni 2017 im Ersten ausgestrahlt und dort von 3,13 Millionen Zuschauern gesehen (Marktanteil: 12,5 %).
Bei IMDb erhielt die Folge 7.7 von 10 Punkten, womit sie zwar noch positiv bewertet wurde, aber trotzdem die niedrigste Punktzahl aller bisherigen Sherlock-Folgen bekam. Ansonsten waren die Kritiken meist gemischt.
Die Episode wurde am 23. Januar 2017 als 2-Disc-Set sowohl auf DVD als auch Blu-ray mit englischem Originalton veröffentlicht. Am 27. Januar 2017 folgte die Veröffentlichung des Soundtracks der vierten Staffel. Am 12. Juni 2017 ist die deutschsprachige Version von Polyband ebenfalls als 2-Disc-Version auf DVD und Blu-ray erschienen.

## Kanon-Verweise
- Die Folge basiert auf der Geschichte Die sechs Napoleons.
- Sie enthält Elemente aus Das Zeichen der Vier (u. a. auch der Hund Toby) und Das Gelbe Gesicht.
- Im Schnelldurchlauf einiger Fälle wird eine Qualle als Täter bezichtigt. Dies findet sich in der Kanon-Erzählung Die Löwenmähne.
- Sherlock erzählt am Anfang die Geschichte Appointment in Samarra (von John O’Hara verfasst).

## Trivia
- In dieser Folge sieht man John Watson erstmals am Lenkrad eines Autos. Zuvor hatte er nie ein Fahrzeug gefahren. Dieser Insider-Gag basiert auf einer wahren Begebenheit, da Martin Freeman lange Zeit keinen Führerschein besaß.
- Bei Minute 70 taucht Toby Jones auf einem Plakat im Hintergrund auf.
- Der in der Folge gezeigte Bluthund Toby war auch in der Realität eher gemütlich und verzichtete größtenteils auf Bewegung. Daraufhin wurde von Mark Gatiss eine neue Szene in die Folge geschrieben, die dieses Verhalten zeigt.
- Der Name Sherrinford, der lange als Bezeichnung für den dritten Holmes-Bruder vermutet worden war, ist in Wirklichkeit der Name eines Hochsicherheitsgefängnisses, in dem Eurus Holmes, Sherlocks Schwester, bewacht wird. Mycroft bekommt von diesem Ort regelmäßige Updates ("Sherrinford is secure"), um sicherzugehen, dass seine Schwester keine Gefährdung darstellt.